# التونا، سانت کرواکس، جزایر ویرجین ایالات متحده آمریکا
التونا، سانت کرواکس، یونایتد استیت ویرجین ایسلندز (به لاتین: Altona, Saint Croix, United States Virgin Islands) یک منطقهٔ مسکونی در جزایر ویرجین ایالات متحده آمریکا است که در سنت کرویکس، جزایر ویرجین ایالات متحده آمریکا واقع شده‌است.